# Jan Bucher
Jan Bucher (Salt Lake City, 17 november 1957) is een voormalig freestyleskiester uit de Verenigde Staten. Ze vertegenwoordigde haar vaderland op de Olympische Winterspelen 1988 in Calgary.

## Resultaten freestyleskiën

### Olympische Winterspelen
| Jaar | Plaats  | Resultaten |
| ---- | ------- | ---------- |
| 1988 | Calgary | 2e Acro#   |

# Demonstratie onderdeel waarbij geen olympische medailles werden toegekend.

### Wereldkampioenschappen
| Jaar | Plaats      | Resultaten |
| ---- | ----------- | ---------- |
| 1986 | Tignes      | Acro       |
| 1989 | Oberjoch    | Acro       |
| 1991 | Lake Placid | Acro       |

### Wereldbeker
Eindklasseringen
| Seizoen   | Algemeen        | Acro            |
| --------- | --------------- | --------------- |
| 1979/1980 | 7e 32,00 punten | · 32,00 punten  |
| 1980/1981 | 6e 48,00 punten | · 48,00 punten  |
| 1981/1982 | 5e 48,00 punten | · 48,00 punten  |
| 1982/1983 | 9e 12,00 punten | · 60,00 punten  |
| 1983/1984 | 8e 12,00 punten | · 72,00 punten  |
| 1984/1985 | 7e 11,00 punten | · 80,00 punten  |
| 1985/1986 | 6e 12,00 punten | · 60,00 punten  |
| 1986/1987 | 5e 12,00 punten | · 70,00 punten  |
| 1987/1988 | 5e 11,00 punten | · 80,00 punten  |
| 1988/1989 | 4e 12,00 punten | · 84,00 punten  |
| 1989/1990 | 30e 5,00 punten | 9e 31,00 punten |
| 1990/1991 | 7e 11,00 punten | · 99,00 punten  |

Wereldbekerzeges
| Datum            | Plaats             | Onderdeel |
| ---------------- | ------------------ | --------- |
| 9 januari 1980   | Poconos            | Acro      |
| 10 januari 1980  | Poconos            | Acro      |
| 1 maart 1980     | Oberjoch           | Acro      |
| 13 maart 1980    | Tignes             | Acro      |
| 29 maart 1980    | Whistler Blackcomb | Acro      |
| 17 januari 1981  | Livigno            | Acro      |
| 23 januari 1981  | Tignes             | Acro      |
| 9 februari 1981  | Seefeld            | Acro      |
| 14 februari 1981 | Oberjoch           | Acro      |
| 28 februari 1981 | Mont-Sainte-Anne   | Acro      |
| 14 maart 1981    | Poconos            | Acro      |
| 15 maart 1981    | Poconos            | Acro      |
| 21 maart 1981    | Calgary            | Acro      |
| 3 januari 1982   | Snoqualmie         | Acro      |
| 22 januari 1982  | Angel Fire         | Acro      |
| 26 januari 1982  | Poconos            | Acro      |
| 6 februari 1982  | Mont-Sainte-Anne   | Acro      |
| 27 februari 1982 | Sella Nevea        | Acro      |
| 6 maart 1982     | Adelboden          | Acro      |
| 13 maart 1982    | Livigno            | Acro      |
| 20 maart 1982    | Oberjoch           | Acro      |
| 3 januari 1983   | Mariazell          | Acro      |
| 20 januari 1983  | Tignes             | Acro      |
| 29 januari 1983  | Oberjoch           | Acro      |
| 2 februari 1983  | Livigno            | Acro      |
| 11 maart 1983    | Squaw Valley       | Acro      |
| 17 maart 1983    | Angel Fire         | Acro      |
| 20 januari 1984  | Breckenridge       | Acro      |
| 3 februari 1984  | Courchevel         | Acro      |
| 28 februari 1984 | Ravascletto        | Acro      |
| 3 maart 1984     | Oberjoch           | Acro      |
| 20 maart 1984    | Sälen              | Acro      |
| 27 maart 1984    | Tignes             | Acro      |
| 12 januari 1985  | Mont Gabriel       | Acro      |
| 25 januari 1985  | Breckenridge       | Acro      |
| 22 maart 1985    | Sälen              | Acro      |
| 17 december 1985 | Zermatt            | Acro      |
| 10 januari 1986  | Mont Gabriel       | Acro      |
| 23 januari 1986  | Breckenridge       | Acro      |
| 24 januari 1986  | Breckenridge       | Acro      |
| 28 februari 1986 | Oberjoch           | Acro      |
| 8 maart 1986     | Voss               | Acro      |
| 9 januari 1987   | Mont Gabriel       | Acro      |
| 22 januari 1987  | Breckenridge       | Acro      |
| 31 januari 1987  | Calgary            | Acro      |
| 6 maart 1987     | Oberjoch           | Acro      |
| 12 december 1987 | Tignes             | Acro      |
| 15 januari 1988  | Lake Placid        | Acro      |
| 11 maart 1988    | La Clusaz          | Acro      |
| 6 januari 1989   | Mont Gabriel       | Acro      |
| 14 januari 1989  | Lake Placid        | Acro      |
| 20 januari 1989  | Calgary            | Acro      |
| 27 januari 1989  | Breckenridge       | Acro      |
| 10 februari 1989 | La Clusaz          | Acro      |
| 10 maart 1989    | Voss               | Acro      |
| 22 maart 1989    | Suomu              | Acro      |